# Martapura
Martapura ist eine Stadt in der Provinz Kalimantan Selatan auf Borneo in Indonesien. Sie ist die Hauptstadt des Kabupaten Banjar und hat 119.441 Einwohner (2020). Die Stadt befindet sich etwa 30 Kilometer östlich der Provinz-Hauptstadt Banjarmasin an der Hauptstraße in Richtung Balikpapan und liegt am Martapura-Fluss.

## Wirtschaft
Martapura ist ein Zentrum der Diamantenverarbeitung; hier werden Edelsteine aus dem Inneren der Insel geschliffen, poliert und verkauft.

## Geschichte
Das Königreich Banjar wurde 1612 gegründet. Infolge der Invasion der Niederländer wurde das Regierungszentrum des Königreiches 1632 nach Martapura verlegt.

## Bevölkerung
Mehr als 99 % der Bevölkerung von Martapura ist muslimisch, eine kleine Minderheit ist christlichen oder buddhistischen Glaubens. Die Bevölkerung gehört zum größten Teil zu den Banjaresen, deren Sprache das Banjaresische ist. Aufgrund der Transmigrasi-Politik sind auch Javaner, Sundanesen und Maduresen in der Region heimisch geworden, außerdem gibt es Nachfahren arabischer Händler, die vor Jahrhunderten in die Inselwelt Indonesiens kamen. Der Islam spielt in Martapura eine große Rolle, auch die Architektur spiegelt dies mit Ornamenten und Bögen wider; die Auslegung der Religion ist recht konservativ.